# Christopher Mintz-Plasse

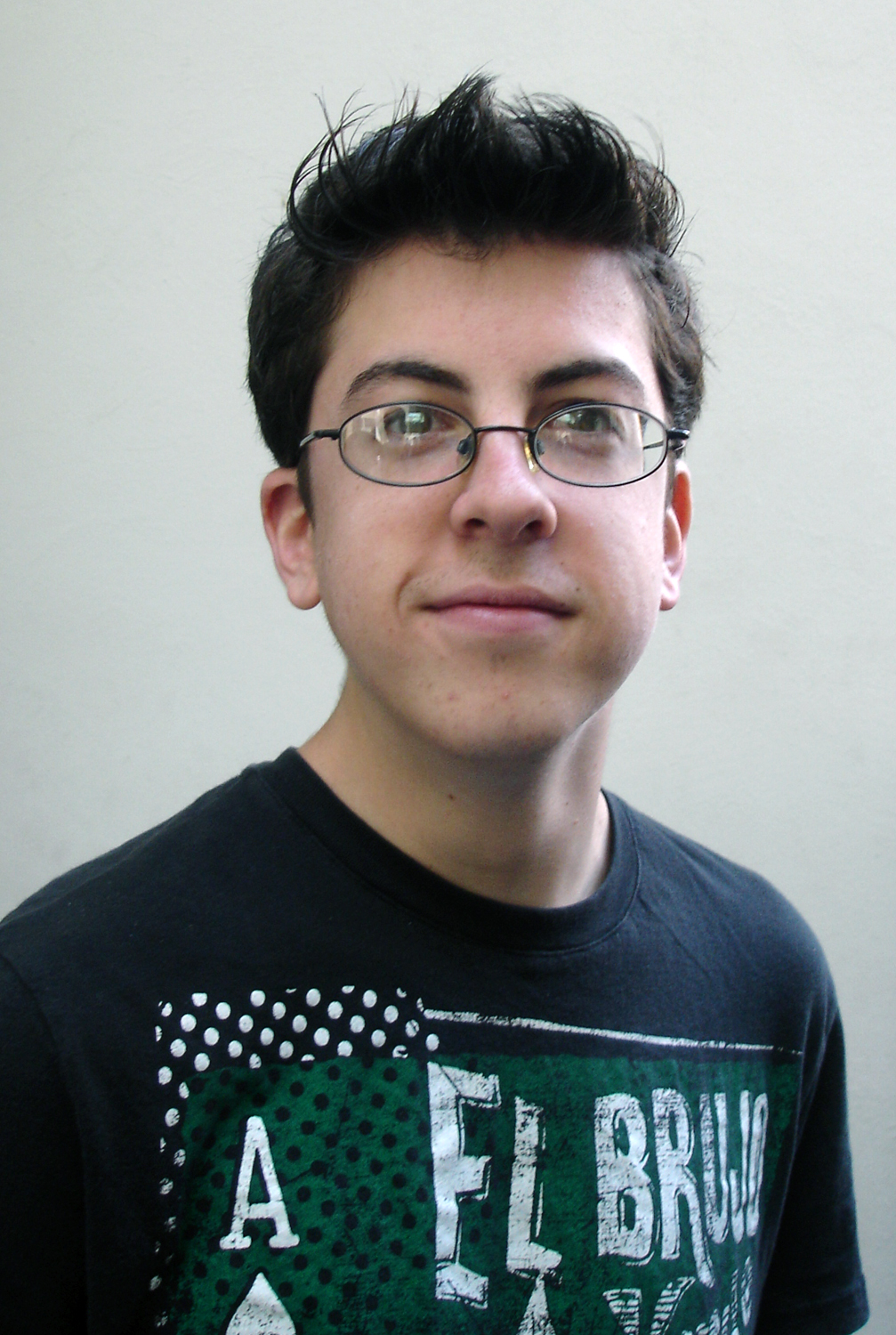
Christopher Mintz-Plasse 2007

Christopher Charles Mintz-Plasse, född 20 juni 1989 i Los Angeles, är en amerikansk skådespelare och komiker. 
Mintz-Plasse slog igenom med rollen som Fogell/"McLovin" i Supersugen under 2007. Han spelar rollen Chris D'Amico/Red Mist i Kick-Ass och Kick-Ass 2. Han är också känd för att ha spelat Scoonie i Bad Neighbours och för att ha gjort rösten till karaktären Fiskfot i DreamWorks Animations film- och TV-serie Draktränaren.

## Filmografi

### Filmer
- 2007 – Supersugen
- 2008 – Role Models
- 2009 – Year One
- 2010 – Kick-Ass
- 2010 – Draktränaren (röst)
- 2010 – Marmaduke (röst)
- 2010 – Legend of the Boneknapper Dragon (röst i TV-kortfilm)
- 2011 – Fright Night
- 2012 – ParaNorman (röst)
- 2012 – Pitch Perfect
- 2013 – Movie 43
- 2013 – This Is the End
- 2013 – The To Do List
- 2013 – Kick-Ass 2
- 2014 – Neighbors
- 2014 – Draktränaren 2 (röst)
- 2015 – Tag
- 2016 – Get a Job
- 2016 – Neighbors 2: Sorority Rising
- 2016 – Trolls (röst)
- 2019 – Draktränaren 3 (röst)
- 2020 – Promising Young Woman

### TV-serier
- 2007 – Wainy Days (1 avsnitt)
- 2010 – Party Down (1 avsnitt)
- 2012-2018 – Drakryttarna (röst)